# 윈도우 8
윈도우 8(영어: Windows 8)은 마이크로소프트가 제작한 윈도우 7의 차기 버전이다. 버전은 윈도우 NT 6.2로 CES 2011에 공개하였다. 가정 및 비즈니스용 데스크톱, 노트북, 넷북, 태블릿 PC, 서버, 미디어 센터 PC를 포함한 개인용 컴퓨터를 대상으로 한다. 윈도우 8은 개발 초기에는 대중에게 자세하게 설명되지는 않았으나 작업 목록에는 파일 접근 기능의 개선에 대한 언급이 있었다. 그 외에도 인터넷 익스플로러 10을 사용한다. 윈도우 8은 2012년 10월 26일, 전 세계에 동시 출시되었다.
2013년 10월 17일에는 기존의 윈도우 8을 보완한 윈도우 8.1이 출시되었다.

## 개발 및 역사

### 초기 공지
2011년 1월 소비자 가전 전시회(CES)에서, 마이크로소프트는 윈도우 8에서 인텔과 AMD의 기존 x86 마이크로프로세서뿐 아니라 ARM 마이크로프로세서에 대한 지원을 추가할 것이라고 발표했다.

### 마일스톤 유출
32비트 마일스톤 1 7850빌드로 2010년 9월 22일 만들어졌다. 2011년 4월 12일 P2P(Torrent)를 통해 유출되었다. 탐색기의 리본 인터페이스, 모던 리더(Modern Reader)라 불리는 PDF 리더, 업데이트된 모던 작업 관리자(Modern Task Manager), 네이티브 ISO 이미지 마운트 기능이 추가되었다.
32비트 마일스톤 2 7927 빌드로 2011년 8월 29일에 유출되었다.
32비트 마일스톤 2 7955 빌드로 2011년 4월 25일 유출되었다. 이 빌드에는 새로운 패턴 로그인 및 "프로토곤"으로 알려진, 이제는 서버 버전에서만 지원하는 ReFS라는 새로운 파일 시스템이 도입되었다는 특징이 있다.
64비트 마일스톤 3 7959 빌드로 2011년 5월 1일에 유출되었다. 이 빌드는 처음으로 윈도우 서버 8가 유출되었고, 64비트가 처음 유출된 빌드였다.
마이크로소프트가 마일스톤 3 7971빌드로 2011년 3월 29일에 마이크로소프트 파트너에게 제공하였다. 하지만 파일이 유출되지는 않았다. "윈도우 7 기본"테마는 이제 에어로 스타일과 유사하지만, 그 외의 하드웨어 가속을 유지하고, 또한 작업 표시줄 미리보기를 지원한다. "닫기, 최대화, 최소화" 버튼이 변경되었다.
64비트 마일스톤 3 7989빌드로 2011년 6월 18일에 유출되었다. SMS 기능, 새로운 가상 키보드, 새로운 부트 스크린, 기본 테마 투명성, 지리적 위치 서비스, 하이퍼-V 3.0과 파워셸이 추가되었다.

### 개발자 프리뷰
빌드 8102. 2011년 9월 13일의 미국 애너타임에서 열린 개발자 대회에서 윈도우 개발자 프리뷰가 공식 배포되었다. 이는 베타 버전이 아닌 아직 마일스톤 단계의 빌드이다(프리 알파 이기도 하다.). 2012년 2월 16일, MS는 개발자 프리뷰의 만료 날짜를 연기했다. 원래는 2012년 3월 11일에 만료되도록 되어있었지만 2013년 1월 15일에 만료되도록 설정하였다. 기본 바탕화면이 윈도우 7을 설치할 때 나오는 화면(사진 참고)이다.

### 컨슈머 프리뷰
빌드 8250. 한국 시간 기준으로 2012년 2월 29일 11시 30분 경 정식 베타 버전인 윈도우 8 컨슈머 프리뷰가 공식 배포되었다. 윈도우 대표인 스티븐 시노프스키는 개발자 프리뷰와 소비자 프리뷰 사이에 10만개 이상의 변화가 있었다고 했다. 소비자 프리뷰가 배포된 날(미국 시간 기준), 100만번의 다운로드가 있었다고 했다. 두 버전 모두 2013년 1월 15일에 만료되도록 되어있다. 소비자 프리뷰는 5개의 언어를 지원한다: 영어, 일본어, 중국어(간체), 프랑스어, 독일어

### 릴리스 프리뷰
빌드 8400. 한국 시간 기준으로 5월 30일에 중국어판 릴리스 프리뷰가 유출되었다.
한국 시간 기준 6월 1일 MS에서 릴리스 프리뷰 버전이 배포가 시작되었다. 릴리스 프리뷰부터 한국어 버전이 나왔다. 이 버전도 2013년 1윌 15일이 사용 만료일이다. 릴리스 프리뷰는 14개의 언어를 지원한다: 아랍어, 중국어(간체), 중국어(번체), 영어, 프랑스어, 독일어, 일본어, 한국어, 포르투갈어(브라질), 러시아어, 스페인어, 스웨덴어, 터키어. 또, 메트로 타입의 인터넷 익스플로러에 플래시 플러그인이 추가되었다. 플래시 플러그인은 정식 버전에 없다.

### RTM
빌드 9200, 한국 시간으로 8월 16일에 마이크로소프트에서 MSDN / 테크넷 / 개발자에게 RTM 버전이 공개되었다. 8월 3일에 윈도우 8 RTM 엔터프라이즈 N 에디션 64비트 영어 버전이 유출되었다가, 현재는 공식 출시되었다.

### 정식 빌드

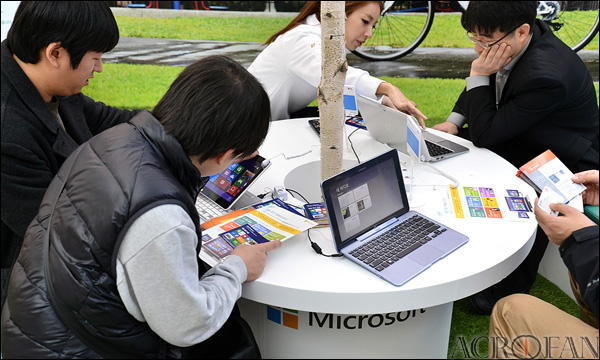
윈도우 8을 체험해 보는 소비자들.

마이크로소프트는 2012년 10월 26일에 전 세계 동시 출시하여 4가지 에디션으로 소비자에게 판매되고 있다.
- 윈도우 8 (코어)
- 윈도우 RT
- 윈도우 8 프로
- 윈도우 8 엔터프라이즈

## 윈도우 8의 에디션 종류
윈도우 8은 다음 에디션으로 나뉜다.
- 윈도우 8 (코어)
- 윈도우 RT
- 윈도우 8 프로(with Media Center 포함)
- 윈도우 8 엔터프라이즈
- 윈도우 8 임베디드

윈도우 8 과 윈도우 8 프로는 개인용, 윈도우 8 엔터프라이즈는 기업용으로 보급된다. 이와는 별도로 ARM 칩셋 기반의 윈도우 RT가 있다. 별도로 판매하지 않고 태블릿 컴퓨터에 임베디드된 상태로 판매되며, 터치 기반의 오피스 2013이 내장된다.

### 점유율
2012년 11월 23일, PC 및 인터넷 조사업체 넷애플리케이션에 따르면 이달 11일 기준 윈도우 8의 점유율은 1.04%로 집계됐다. 출시한지 3주도 되지 않아 1% 이상 점유율을 기록한 것이다. 하지만 터치형 단말기에서 윈도우 8을 쓰는 비율은 전체 OS 시장의 0.02%로 집계됐다.

## 윈도우 7 업그레이드 프로모션
2012년 6월 2일부터 2013년 1월 31일까지 적격 윈도우 7 PC를 구매하는 사용자에게 지역마다 다른 특별 프로모션 가격으로 윈도우 8 프로 업그레이드를 다운로드 방식으로 판매한다. (KRW - 한국 원 ₩16,300) 그러나 윈도우 8 출시 당일 마이크로소프트의 프로모션 등록 시스템이 적격 윈도우 7 PC를 구입하지 않은 자들에게도 개방된 것이 확인되어, 윈도우 7을 구입하지 않은 사용자도 윈도우 8 프로모션을 제공받을 수 있었다. 그러나 2012년 10월 31일부터는 윈도우 8 프로모션 진행시 윈도우 7 제품키 입력을 요구한다. 이 제품키 입력으로 구매 날짜까지 판독한다.

## 새로운 기능
- 좀 더 시각적인 관리 화면: 작업 관리자를 비롯한 윈도우 8의 관리 도구들은 시각적으로도 파스텔톤의 편안한 느낌을 주고, 또 관리함에 있어 할 대상을 쉽게 알고 느낄 수 있으며, 새로운 변화를 적용함에도 쉬운 관리를 제공한다.
- 512GB 메모리 제한: 8부터는 라이선스에 따른 메모리 제한이 192GB에서 512GB로 상향 조정되었다.
- 윈도우 스토어: 8부터 추가된 윈도우 스토어에서 여러 가지 흥미로운 앱들을 확인하고 무료 혹은 유료로 구입할 수 있다.
- 메트로 및 시작 화면: 윈도우 8은 메트로라는 새로운 디자인 언어를 갖추고 있다. 이러한 변화와 함께 시작 메뉴는 새로운 시작 메뉴를 선호함에 따라 변경되었으며, 윈도우 폰처럼 응용 프로그램, 메트로 스타일의 응용 프로그램에 대한 바로 가기를 포함하는 타일이 있다.
  - 메트로 앱: 매트로 앱들은 윈도우 8 RT와 호환이 되며, 모바일에 기본 기반을 두었기 때문에 메트로 앱으로 작성된 프로그램들은 데스크톱 보다 편리하게 모바일에서 사용될 수 있다.
- 사진 암호: 새로운 인증 방식으로 말미암아 사용자들은 암호를 입력하지 않고 사진 상으로 로그인할 수 있다.[12][13]
- 하이브리드 부팅: 8에서는 기본적으로 하이브리드/최대절전모드와 기존 부팅방식에서 장점을 통합한 하이브리드 부팅을 사용한다. 이 기능과 함께 UEFI를 사용하고, 몇몇 제약 조건을 만족하면 8에서는 굉장하게 빠른 부팅을 할 수 있다. 단, 나머지 조건을 만족 못해도 하이브리드 부팅은 사용된다.
- 펜 입력 필기장: 펜입력 필기장이 추가되어 기본적인 필기물을 저장할 수 있다.
- iso 이미지 기본지원: 8부터는 iso 파일을 바로 윈도우 가상 롬에 장착하여 사용할 수 있다.
- Hyper-V와 RemoteFX: 프로 이상에는 Hyper-V란 내장 가상 머신이 내장되어 있으며, 엔터프라이즈 버전에 있는 RemoteFX를 통해 Directx 11.1을 지원하는 가상 그래픽 프로세서를 추가하거나, RemoteFX 드라이버를 지원하는 실제 물리적 장치들을 통해 장치 제조사가 직접 가상 머신을 지원할 수 있다.
- 윈도우 탐색기의 리본 인터페이스: 윈도우 탐색기는 이제 마이크로소프트 오피스 제품군의 응용 프로그램들에서 쓰였던 것과 비슷한 리본 인터페이스를 이용한다.[14]
- 네이티브 USB 3.0 지원: 윈도우 8에 도입될 기능으로 USB 3.0 지원이 있다.[15]
- 윈도우 스토어: 윈도우 8은 응용 프로그램을 구매하고 판매하고 광고하기 위한 온라인 시장인 윈도우 스토어를 포함한다.[16]
- 윈도우 투 고: 윈도우 8은 플래시 드라이브처럼 USB로 연결된 드라이브로부터 실행할 수 있다. 이 기능을 윈도우 투 고라고 한다.
- 복원 기능: 개발자 프리뷰[17]에는 새로운 두 가지 복원 기능이 포함되어 있다. 바로 Refresh(새로 고침)와 Reset(초기화) 기능인데, 둘 다 재설치 보다 더 쉬운 완전한 복원을 제공한다. 전자는 사용자의 모든 설정과 파일을 유지하고, 설치된 모든 프로그램들을 제거하는 동안 윈도우 파일의 모든 변경사항들을 원래 상태로 되돌린다. 후자는 라이선스 동의와 같은 추가적인 사용자 입력이나 하드 디스크 선택 과정 없이 모든 파일을 삭제하고 윈도우를 효율적으로 다시 설치한다. 초기화가 끝나면 사용자는 제품 키를 요청 받고 계정 만들기를 진행하게 된다.[18]
- 윈도우 라이브 ID 통합: 한 가지 큰 변화는 사용자 계정이 더 이상 로컬 전용일 필요가 없으며 윈도우 라이브 ID와 연계할 수도 있다는 점이다. 윈도우 8을 사용하는 경우라면 가정용 컴퓨터에서 직장 노트북 등으로 옮기더라도 사용자가 설정과 파일을 분실하지 않게 하는 장점이 있다.[19]
- 일부 새로운 바로 가기 키들이 추가되었다.
- 몇몇 모바일 단축키 기본지원: 8에서는 운영체제를 통해 드라이버가 있어야 작동되는 모바일 단축키를 기본으로 지원해준다.
- UEFI 보안 부팅: 8부터 UEFI 보안 부팅을 사용할 수 있다. 이는 UEFI와 운영 체제 사이에서부터 보안을 유지할 수 있도록 해준다. 단, 이 기능을 사용하려면 서로 간에 서명을 확인해야 하는데, 이 때문에 다른 운영 체제를 사용하려면 꺼야 할 수도 있다.
- 개선된 호환성: 윈도우 8에서는 256색에 대해 32비트색에 일치되도록 에뮬레이션을 하므로 더 이상 전체 화면 색상이 깨지지 않는다.

## 없어진 기능

### 고전 테마
윈도우 95부터 윈도우 7까지는 고전테마가 있지만 메트로 앱때문에 삭제되었다.

### 시작 메뉴
윈도우 8의 시작화면이 추가함에 따라, 윈도우 95부터 윈도우 7까지 17년 동안 유지되어온 시작 메뉴가 제거가 되는 결과를 낳았다. 따라서 2011년 9월, 윈도우 8 개발자 프리뷰를 시작으로, 2012년 윈도우 8버전부터 시작 메뉴가 사라지게 되었다. (윈도우 8.1에서 시작 버튼이 다시 추가되지만 과거 윈도우의 시작 버튼과는 다른 방식으로 동작한다. 다만 윈도우 10에서 다시 원래대로 추가된다. 물론 7과는 다르지만 메트로 UI와 통합한 시작메뉴가 등장한다.)

### 바탕화면에서 항목들을 확인할 수 있는 직관성
시작 버튼과 다양한 메트로 메뉴와 같은 것들이 윈도우 8 설치 중 나오는'모퉁이로 마우스 커서를 옮겨보세요'라는 메시지를 기억하고 있으면 상관없으나, 그것을 잊거나 보지 못한 사람들에게 접근하기가 난감하게 되었다.

### 윈도우 에어로
2012년 5월 22일 ITWORLD에 따르면 마이크로소프트에서 윈도우 에어로 사용자 인터페이스를 윈도우 8에 적용하지 않기로 하였다. 이는 윈도우 8 RTM에서 드러났다. 마이크로소프트는 이를 대신하여 모던 UI를 새로 도입했다.

### 윈도우 데스크톱 가젯
윈도우 비스타부터 탄생하여 바탕 화면을 화려하고 아름답게 꾸밀 수 있는 윈도우 데스크톱 가젯이 마이크로소프트에서 보안 문제를 비롯, 윈도우 8의 흥미 진진한 가능성을 다루기 위하여 윈도우 8 버전부터 이 기능이 사라지게 되었다.

### 업데이트 보류
윈도우 8부터는 자동 업데이트 설정시, 새 업데이트가 나오면 무조건 2일내로, 컴퓨터를 재시작을 해야된다 하여도, 업데이트를 해야한다. 이를 임의적으로 다운로드만하고 설치할지는 사용자가 선택으로 바꿔 해제하여도 언제부턴가 자동으로 업데이트 다운로드하고 설치로 다시 돌아온다.

### 드라이버 설치 시 로컬, 윈도우 업데이트 우선순위 설정
윈도우 8부터는 XP, 7까지 있었던, 윈도우 업데이트에서 컴퓨터에 없는 드라이버 소프트웨어를 설치합니다 선택이 사라졌다. 즉, 아예, 윈도우 업데이트를 드라이버 찾는데 활용하지 않거나, 업데이트를 활용하지 않기 원하는 드라이버 설치 시에만 꺼야 한다.

### 얼티밋 버전
윈도우 8부터는 얼티밋 버전이 사라졌다. 하지만 여전히 엔터프라이즈에서는 윈도우 8의 모든 기능이 지원된다. 얼티밋 기능을 활용하려면 엔터프라이즈를 구입해야 한다. 그러나 엔터프라이즈는 소매/리테일로는 구입이 불가능하다.

### GDI+
8부터는 DirectX를 통한 그래픽 구현만 기본으로 지원된다.

### 윈도우 미디어 센터
윈도우 8 버전부터 더 이상 미디어 센터가 기본적으로 내장되지 않고, 윈도우 8 프로 위드 미디어 센터에서만 가능하다.

### 윈도우에 내장된 게임
윈도우 8 버전부터 윈도우에 내장된 게임이 더 이상 지원되지 않는다. 특히 지뢰 찾기를 비롯한 카드놀이, 스파이더 카드놀이, 프리셀, 마이크로소프트 마종, 체스 타이탄스, 퍼블 플레이스, 하트와 인터넷 게임 4종등 기본으로 내장된 게임 역시 윈도우 8의 시작 화면의 영향등으로 시작 메뉴와 함께 기능이 상실되어 더 이상 기본으로 지원되지 않는다. 단 지뢰찾기, 카드놀이, 프리셀, 스파이더 카드놀이, 마종의 경우, 윈도우 스토어에서 마인스웨퍼 컬렉션 및 카드놀이, 프리셀, 스파이더 카드놀이가 포함된 솔리테어 컬렉션과 마종 콜렉션을 다운로드 받으면 종전처럼 언제든지 사용할 수 있다. 그러나 오랫동안 유지된 하트는 윈도우 8 버전부터 기능이 상실되어 역사속으로 사라졌고, 윈도우 ME부터 제공된 인터넷 게임과 윈도우 비스타부터 제공된 퍼블 플레이스와 체스 타이탄스도 윈도우 8 버전부터 시작 메뉴와 함께 역사속으로 사라지게 되었다.

### 그 외
윈도우 7 프로페셔널, 얼티밋, 엔터프라이즈를 지원하던 XP 모드가 사라졌다. 또한, 윈도우 XP ~ 윈도우 7 시절 당시 크래커들이 윈도우 정품 혜택을 우회하여 불법 복제된 윈도우에서도 정품으로 판단되게 만듦으로서 윈도우 정품 혜택이 제외되었다.

## 하드웨어 요구사항
윈도우 8의 시스템 요구 사항은 윈도우 7의 요구 사항과 비슷하다.
| 구조          | IA-32 (32비트)                                   | x86-64 (64비트)                                  |
| 프로세서      | 1 GHz (PAE, NX, SSE2 지원)                       | 1 GHz (PAE, NX, SSE2 지원)                       |
| 메모리 (RAM)  | 1 GB                                             | 2 GB                                             |
| 그래픽 카드   | DirectX 9 그래픽 장치 (WDDM 1.2 이상의 드라이버) | DirectX 9 그래픽 장치 (WDDM 1.2 이상의 드라이버) |
| HDD 남은 공간 | 16 GB                                            | 20 GB                                            |

터치 입력을 이용하려면 멀티터치 화면도 필요하다. 모던 UI 스타일과 앱을 이용하는 경우 1024x768 이상, 끌기를 이용하려면 1366x768 이상의 해상도 (비공식적으로 1360x768 에서도 끌기가 가능)가 필요하다.
그리고 그래픽의 경우 지포스 6 시리즈/라데온 HD 2000/G41/G43/G45/Q43/G45/B43 메인보드의 내장 그래픽(GMA 4500/X4500/X4500HD)이상이 되어야 제대로 사용이 가능하다.

### 태블릿 / 컨버터블
| 그래픽 카드   | DirectX 10 그래픽 장치 (WDDM 1.2 이상의 드라이버) |
| HDD 남은 공간 | 16GB의 남은 공간 |
| 표준 단추     | 전원, 자동 회전 잠금, 윈도우 키, 소리 크게, 소리 작게 |
| 화면          | 최소 1366x768 해상도, 최소 5포인트 디지타이저를 지원하는 터치 스크린. 화면 패널의 실제 크기는 네이티브 해상도의 가로 세로비와 일치하여야 함. 네이티브 해상도는 1366x768 보다 더 클 수 있음. 최소 네이티브 색은 32비트. |
| 카메라        | 최소 720p |
| 광센서        | 1–30k lux (동적 범위 5–60K) |
| 가속도계      | 3축 (50 50 Hz 이상의 데이터 속도) |
| USB 2.0       | 최소 하나의 컨트롤러와 노출 포트. |
| 연결          | 와이파이 및 블루투스 4.0 + LE (저전력) |
| 기타          | 스피커, 마이크로폰, 자기력계, 자이로스코프 |

## 물리 메모리 제한
| 버전                  | 32비트 윈도우의 제한 | 64비트 윈도우의 제한 |
| --------------------- | -------------------- | -------------------- |
| 윈도우 8 엔터프라이즈 | 4 GB                 | 512 GB               |
| 윈도우 8 프로         | 4 GB                 | 512 GB               |
| 윈도우 8              | 4 GB                 | 128 GB               |
| 윈도우 RT             | 4 GB                 | 없음                 |

## 지원 종료
윈도우 8은, 차기작인 윈도우 8.1을 출시한 후, 이 버전에 대한 기술지원이 2016년 1월 12일에 윈도우 XP 임베디드와 윈도우 비스타용 인터넷 익스플로러 7, 윈도우 비스타, 윈도우 서버 2008, 윈도우 7, 윈도우 서버 2008 R2용 인터넷 익스플로러 8과 윈도우 7, 윈도우 서버 2008 R2용 인터넷 익스플로러 9와 윈도우 7, 윈도우 서버 2008 R2, 윈도우 8용 인터넷 익스플로러 10과 동시에 종료되었다. 윈도우 비스타의 기술지원 종료일 보다 1년 3개월 이르고, 윈도우 7의 기술지원 종료일 보다 4년 4일 이르지만, 계속해서 기술지원 및 보안 업데이트를 받으려면 2016년 1월 12일 이전에 윈도우 8.1 혹은 윈도우 10으로 반드시 업데이트를 해야 기술지원 및 보안 업데이트를 받을 수 있다. 윈도우 8.1과 윈도우 10 사용이 부담스럽고 윈도우 8이 그립다면 윈도우 임베디드 8 스탠다드나 윈도우 7 그리고 윈도우 서버 2012로 다운그레이드 할 수 있으나, 윈도우 7이 2020년 1월 14일자로 지원이 종료되었고 마지막 클라이언트 윈도우 8 에디션인 윈도우 임베디드 8 스탠다드도 2023년 7월 11일에 지원이 종료되어서 이제는 서버 2012의 연장지원과 유료 연장지원만이 남았지만 이마저도 연장지원은 2023년 10월 10일자로 종료되었고, 마지막으로 남은 서버 2012의 유료 연장지원은 2026년 10월 13일자로 종료될 에정이므로 보안 취약점이 노출되어 해킹의 표적이 되므로 각별한 주의가 필요하다.

## 업그레이드 지원 중단
윈도우 8은 윈도우 비스타에서 업그레이드를 할 수 없으므로 최소 윈도우 7 이상이 필요하다.

## 소프트웨어 호환성

### 오래된 응용 프로그램
x86/64 프로세서용 윈도우 8은 이전 버전의 윈도우와 호환되는 대부분의 소프트웨어를 실행할 수 있다. 이는 256 색상의 프로그램을 기존 16/32비트 화면에서 서로간의 표현차이로 인한 색상깨짐없이 구동할 수 있다는 것만 제외하면, 윈도우 7과 동일한 제한을 지닌다. 그러나 아직 스타크래프트의 경우 글씨겹침의 문제가 남아있다. 즉, 64비트 윈도우에서는 32, 64비트 프로그램만 실행할 수 있는 반면, 32비트 윈도우에서는 32비트와 16비트 소프트웨어(약간의 제한이 있음)를 구동할 수 있다. ARM 프로세서(WOA)에서 윈도우 8은 기존의 x86/64 데스크톱 응용 프로그램들을 실행하거나 가상 구현하거나 포팅하는 것을 지원하지 않는다. 그러나 x86/64 프로세서 기준으로 윈도우 7에서 호환되던 프로그램은 모두 윈도우 8에서 정상 작동할 것이라고 마이크로소프트에서 공식 발표했다.

### 메트로 스타일 응용 프로그램
메트로 응용 프로그램들은 x86/64 기반 시스템과 ARM의 윈도우에서 상호 호환된다.

## 같이 보기
- 메트로 (디자인 언어)
- 윈도우 스토어
- 윈도우 8의 새로운 기능
- 윈도우 서버 2012
- 윈도우 비스타
- 윈도우 7
- 윈도우 8.1
- 윈도우 10